# Valentino Macchi
Valentino Macchi (* 4. August 1937 in Bologna; † 19. März 2013 in Rom) war ein italienischer Schauspieler.

## Leben
Nach Anfängen am Theater in Bologna absolvierte Macchi das Centro Sperimentale di Cinematografia in Rom, das er 1962 abschloss. Seit Mitte der 1960er Jahre war er in zahlreichen kleinen und kleinsten Rollen als Vertragsschauspieler des C.S.C. zu sehen; seine Filmografie umfasst bis 1978 etwa 120 Nennungen, wobei er nur in einem Bruchteil tatsächlich zu sehen ist. Anschließend begann er seine Tätigkeit als Agent für Berufskollegen und arbeitete für die Werbung. Etwa fünfzehn Jahre später intensivierte er wieder seine darstellerische Karriere und arbeitete mit etlichen der italienischen „neuen“ Regisseure zusammen.

## Filmografie (Auswahl)
- 1964: Die Stunde der harten Männer (Ercole, Sansone, Maciste e Ursus gli invincibili)
- 1965: Sie nannten ihn Gringo
- 1966: Arizona Colt (Arizona colt)
- 1966: Django – Nur der Colt war sein Freund (Django spara per primo)
- 1966: Django – schwarzer Gott des Todes (Starblack)
- 1966: Das Finale liefert Zorro (Zorro il ribelle)
- 1966: Kopfgeld: Ein Dollar (Navajo Joe)
- 1966: Das Mädchen und der General (La ragazza e il generale)
- 1966: Rocco – der Mann mit den zwei Gesichtern (Sugar Colt)
- 1966: Das rote Phantom schlägt zu (Superargo contro Diabolikus)
- 1966: Töte Amigo (Quién sabe?)
- 1966: Yankee (Yankee)
- 1967: Andere beten – Django schießt (Se vuoi vivere… spara!)
- 1967: Bandidos
- 1967: Blutiger Staub (20.000 dollari sul 7)
- 1967: Buccaroo – Galgenvögel zwitschern nicht (Buckaroo)
- 1967: Chamaco (Killer Kid)
- 1967: Die drei Supermänner räumen auf (I fantastici 3 Supermen)
- 1967: Ein Halleluja für Django (La più grande rapina del West)
- 1967: Immer Ärger mit den Lümmeln (Top Crack)
- 1967: Leg ihn um, Django (Vado… l‘ammazzo e torno)
- 1967: Das Mädchen und der General (La ragazza e il generale)
- 1967: Perry Grant (Perry Grant agente di ferro)
- 1967: Poker mit Pistolen (Un poker di pistole)
- 1967: Rocco – Ich leg’ dich um (L’ultimo killer)
- 1967: Schöne Isabella (C'era una volta…)
- 1967: Shamango (Gentleman Jo… uccidi)
- 1967: Stinkende Dollar (Le due facce del dollaro)
- 1967: Stirb oder töte (Killer calibro 32)
- 1967: Top Job (Ad ogni costo)
- 1967: … und morgen fahrt ihr zur Hölle (Dalle Ardenne all’inferno)
- 1967: Zwei Särge auf Bestellung (A ciascuno il suo)
- 1968: Der schöne Körper der Deborah (Il dolce corpo di Deborah)
- 1974: Castigata – Die Gezüchtigte (Flavia, la monaca musulmana)
- 1974: Gewalt und Leidenschaft (Gruppo di famiglia in un interno)
- 1975: Die Viper (Roma a mano armata)